# Utada the Best
Utada the Best è la prima raccolta in lingua inglese della cantante giapponese Utada Hikaru, pubblicato il 24 novembre 2010 dalla Universal Music contemporaneamente a Single Collection Vol. 2. L'album contiene tutti i maggiori successi della cantante nella sua carriera in inglese con il nome Utada.
Non autorizzato direttamente dalla cantante, quest'ultima nel suo blog lo ha descritto come "una commodity senza nuovo materiale realizzata senza averci messo il cuore".

## Tracce
1. Come Back to Me - 3:58
2. Easy Breezy - 4:03
3. Merry Christmas Mr. Lawrence - FYI - 3:49
4. You Make Me Want to Be a Man - 4:37
5. This One (Crying Like a Child) - 4:30
6. Exodus '04 - 4:32
7. Apple and Cinnamon - 4:39
8. Automatic Part II - 3:01
9. Devil Inside - 3:58
10. Kremlin Dusk - 5:14
11. Sanctuary (Opening) - 4:25
12. Sanctuary (Ending) - 5:58
13. Exodus '04 (JJ Flores Double J Radio Mix) - 3:44
14. Devil Inside (RJD2 Remix) - 4:07
15. Come Back to Me (Tony Moran & Warren Rigg Radio Edit) - 4:33
16. Dirty Desire (Mike Rizzo Radio Edit) - 3:34

## Classifiche
| Classifica (2011) | Posizione massima |
| ----------------- | ----------------- |
| Giappone          | 12                |